# Nowosokolniki
Nowosokolniki (russisch Новосокольники) ist eine Kleinstadt in der Oblast Pskow (Russland) mit 8119 Einwohnern (Stand 14. Oktober 2010).

## Geografie
Die Stadt liegt im Südteil der Höhen von Beschanizy etwa 290 Kilometer südöstlich der Oblasthauptstadt Pskow am Flüsschen Kleiner Udrai (Maly Udrai) im Flusssystem der Lowat.
Nowosokolniki ist Verwaltungszentrum des gleichnamigen Rajons.
Die Stadt liegt am Schnittpunkt der 1901 eröffneten Eisenbahnstrecken Moskau–Riga (Streckenkilometer 506) und der 1904 eröffneten Strecke Sankt Petersburg–Dno–Newel–Wizebsk (Streckenkilometer 421).

## Geschichte
Nowosokolniki entstand um 1900 im Zusammenhang mit dem Bau einer Station an der Eisenbahnstrecke Moskau–Windawa.
Benannt wurden Station und zugehörige Siedlung nach dem 10 Kilometer entfernten damaligen Städtchen Sokolniki, welches zum Gouvernement Witebsk gehörte. Nowosokolniki bedeutet Neu-Sokolniki; die Straße von Welikije Luki nach Sokolniki führte hier vorbei. Der Name ist vom russischen (slawischen) Wort sokol für Falke abgeleitet (siehe auch Stadtwappen).
1925 wurde dem Ort das Stadtrecht verliehen.
Im Zweiten Weltkrieg wurde Nowosokolniki am 25. Juli 1941 von der deutschen Wehrmacht besetzt und am 29. Januar 1944 von Truppen der 2. Baltischen Front der Roten Armee im Rahmen der Leningrad-Nowgoroder Operation zurückerobert.

### Bevölkerungsentwicklung
| Jahr | Einwohner |
| ---- | --------- |
| 1939 | 9.004     |
| 1959 | 9.478     |
| 1970 | 9.732     |
| 1979 | 10.755    |
| 1989 | 10.689    |
| 2002 | 9.757     |
| 2010 | 8.119     |

Anmerkung: Volkszählungsdaten

## Kultur und Sehenswürdigkeiten
Im Dorf Nowoje steht die Kirche der Kiew-Petschorsker Gottesmutter (церковь Киево-Печёрской Богоматери/zerkow Kijewo-Petschorskoi Bogomateri) aus dem 19. Jahrhundert. In der Nähe die Wallburg Ostri aus dem 12. bis 13. Jahrhundert.

## Infrastruktur
In der Nähe von Nowosokolniki befindet sich seit 1995 ein 360 Meter hoher Sendemast zur Verbreitung von UKW-Hörfunk- und Fernsehprogrammen.

## Wirtschaft
In Nowosokolniki gibt es neben Betrieben des Eisenbahnverkehrs Unternehmen der Textil- und Lebensmittelindustrie.